# Horace Hayman Wilson
Horace Hayman Wilson (London, 1786. szeptember 26. – London, 1860. május 8.) angol tudós, keleti kultúrákat, nyelveket és történelmet vizsgálta. Az Oxfordi Egyetem első Boden Szanszkrit Professzorává választották.

## Élete
Orvostudományt tanult a Szent Thomas Kórházban, majd 1808-ban a Brit Kelet-Indiai Társaság bengáli állományának segédorvosként Indiába utazott. Fémmérnöki ismeretei miatt a kalkuttai pénzverdéhez, ahol egy ideig John Leydennel dolgozott együtt.
Sok éven át a közoktatási bizottság titkáraként dolgozott, és felügyelte a Kalkuttai Szanszkrit Főiskola tanulmányait. Ő volt az egyik legelszántabb ellenzője annak a javaslatnak, hogy az angolt tegyék az egyedüli oktatási nyelvvé a helyi iskolákban, és egy időre heves támadások célpontjává vált.
1832-ben az Oxfordi Egyetem Wilsont választotta a frissen alapított Boden Szanszkrit Professzori szék első betöltőjévé. 1832.március 6-án a The Times című lapban egy oszlopnyi hirdetést helyezett el, amelyben felsorolta eredményeit és tervezett tevékenységeit valamint ajánlásokat, köztük egy rivális jelölt véleményét is, hogy mennyire alkalmas a posztra. 1836-ban kinevezték a Brit Kelet-Indiai Társaság könyvtárosának. Emellett Tanított a Kelet-Indiai Társaság Főiskoláján is. 1834. április 10-én a Londoni Királyi társaság tagjává választották. 
Henry Thomas Colebrooke ajánlására Wilsont 1811-ben kinevezték a Bengáli Ázsiai Társaság titkárává. Tagja volt a Kalkuttati Orvosi és Fizikai Társaságak, és az eredeti tagja volt a Royal Asiatic Society-nek, amelynek 1837-től haláláig igazgatója volt.
Feleségül vette Frances Siddonst, a híres színésznő, Sarah Siddons unokáját, George fián keresztül.
Wilson 1860. május 8-án hunyt el, és Kensal Green Temetőben nyugszik.

## Művek
Wilson mélyen érdeklődött India ősi nyelve és irodalma iránt, és ő volt az első, aki lefordította a Rigvédát angolra. 1813-ban közzétette a szanszkrit szöveget, valamint Kalidásza lírai költeményének, a Meghadütának (Felhőhírnök) szabad angol versfordítását.

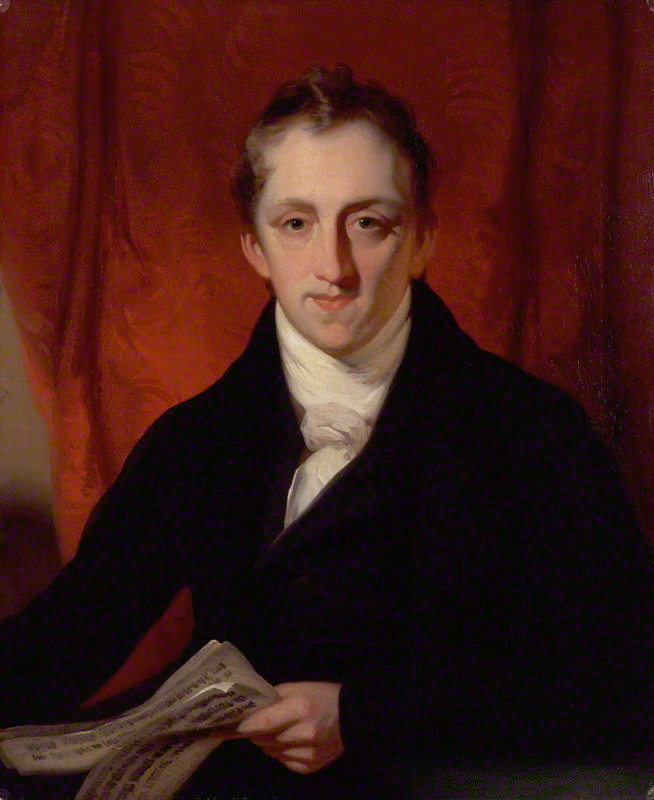

Ő készítette el az első szanszkrit-angol szótárt (1819) helyi tudósok által összegyűjtött anyagok alapján, kiegészítve saját kutatásaival. Ezt a munkát csak Rudolf Roth és Otto von Böthlingk szanszkrit szótára (1853-1876) váltotta fel, akik a bevezetőben kifejezték köszönetüket Wilsonnak a nagyszabású munkájához.
Érdeklődött az Ayurvéda és a hagyományos indiai orvosi és sebészeti gyakorlatok iránt. A Kalkuttai Orvosi és Fizikai Társaságban megjelent publikációban összeállította a kolera és a leprás betegeknél megfigyelt helyi gyakorlatokat.
1827-ben Wilson kiadta a "Select Specimens of the Theathre of the Hindus" című munkáját, amely egy nagyon részletes áttekintést tartalmazott az indiai drámáról, hat telje4s színdarab fordítását és huszonhárom másik rövid összefoglalóját. Mackenzie Gyűjteménye (1828) egy leíró katalógus a Kolonel Colin Mackenzie által készített, kiterjedt orientalista, különösen, dél-indiai kéziratok és régiségek gyűjteményéről, amelyben részben a londoni Indiai Hivatalban (most a Brit Könyvtár Orientális és Indiai Hivatalának gyűjteménye része), részben pedig Madrasban (Chennai) került elhelyezésre. Emellett írt egy "Historical Sketch of the the First Burmese War, with Documents, Political and Geographical" (1827) című művet, a Bengáli Külső Kereskedelem 1813-tól 1828-ig tartó áttekintését (1830), a Vishnu Purana fordítását (1840), valamint a "History of British India from 1805 to 1835" című művének folytatása.

### Publikációk
- 1813 The Mēgha Dūta; or, Cloud messenger által K (Évszám) (Évszám) (Évszám) (Revised Second Edition, 1843)
- 1819 A Dictionary, Sanscrit and English (Revised Second Edition, 1832)
- 1827 A hinduk színházának kiválasztott példányai Volume 1, Volume 2 (Átdolgozott Második Kiadás, 1835 Volume 1, Volume 2)
- 1827 Documents Illustrative of the Burmese War
- 1828 Mackenzie Collection: A Descriptive Catalogue of the Oriental Manuscripts, társszerzője Colin Mackenzie
- 1828 A hinduk vallási szekták vázlata, ban ben Ázsiai Kutatások Kötet, Kalkutta. (Expanded edition, 1846)
- 1840 The Vishnu Purána: a system of Hindu mythology and tradition
- 1841 Utazások a himalájai tartományok Hindustan és a Panjab... Volume 1, Volume 2
- 1841 Ariana Antiqua: A descriptive account of the antiquities and coins of Afghanistan
- 1841 An Introduction to the Grammar of Sanskrit Language for the Use of Early Students
- 1845–48 Brit India története 1805-1835 között Volume 1, Volume 2, Volume 3
- 1850–88 Rig-Véda Sanhit : ősi Hindu himnuszok gyűjteménye Volume 1, Volume 2, Volume 3, Volume 4, Volume 5, Volume 6
- 1852 Narrative of the Burmese war, in 1824–25
- 1855 A glossary of judicial and revenue terms and of useful words occurring in official documents relating to the administration of the government of British India
- 1860 The Hindu History of Kashmir
- 1862-71 Posztumusz gyűjteményes kiadás: Elhunyt Horace Hayman Wilson Volume 1: A hinduk vallása Vol 1, Volume 2: A hinduk vallása Vol 2, Volume 3: Esszék a szanszkrit irodalomról Vol 1, Volume 4: Esszék a szanszkrit irodalomról Vol 2, Volume 5: Esszék a szanszkrit irodalomról Vol 3, Volume 6: A Visnu Purana Vol 1, Volume 7: A Visnu Purana Vol 2, Volume 8: A Visnu Purana Vol 3, Volume 9: A Visnu Purana Vol 4, Volume 10: A Visnu Purana Vol 5, Volume 11: A hinduk színháza Vol 1, Volume 12: A hinduk színháza Vol 2
- Hindu és mohamedán törvények
- A Puranák metafizikája